# Cryptopygus binoculatus
Cryptopygus binoculatus är en urinsektsart som beskrevs av Louis Deharveng 1981. Cryptopygus binoculatus ingår i släktet Cryptopygus och familjen Isotomidae. Inga underarter finns listade i Catalogue of Life.